# Pik Semjonova Ťanšanskogo
Pik Semjonova Ťanšanskogo (Пик Семёнова Тяньшанского) je s výškou 4895 metrů nejvyšší vrchol Kyrgyzského hřbetu a také Čujské oblasti Kyrgyzstánu. Horský štít se nachází ve střední části Kyrgyzského hřbetu v jeho rozsoše, která z hlavního hřbetu vybíhá severním směrem mezi dolinami Ala-Arča a Alamedin. Masiv je silně zaledněn, z vrcholu stéká v severozápadních až jihozápadních svazích ledovec Učitel, odvodňovaný poté dolinou Ak-Sai do údolí Ala-Arča, a ve východních svazích pak ledovec Zabirova (Džindysu) do údolí Alamedin. Vrchol je pojmenován po ruském průzkumníku a geografovi Petrovi Semjonovu Ťanšanském.

## Výstupy
Vrchol byl poprvé vystoupen v roce 1950 skupinou A. Šubina jihozápadním kuloárem jižního hřebenu. Tato cesta je dnes hodnocena stupněm 3B ruské škály horolezecké obtížnosti. Další uváděné výstupové cesty na vrchol jsou:
- Východní kuloár (3A) - Jeropunov A., 1952
- Přechod na vrchol z vrcholu Skrjabina severním hřebenem (4B) - Šubin A., 1955
- Severní hřeben (3A) - Plakuščev I., 1987
- Jihovýchodní hřeben (3B) - Gubajev A., 1987
- Centrální pilíř západní stěny (5B) - Zacharov, 1988
- Pravá část západní stěny (5B) - Nikiforenko, 1988
- Pravá část západní stěny (5A) - Plotnikov I., 1996
- Levý pilíř západní stěny (5A) - Nagovicina E., 1999